# Coppa Italia 2007-2008 (hockey in-line)
La Coppa Italia 2007-2008 è stata la 9ª edizione della principale coppa nazionale italiana di hockey in-line. 
L'Asiago Vipers si è aggiudicato il trofeo per la terza volta nella sua storia sconfiggendo in finale l'Edera Trieste.

## Partite

### Finale
| Squadra 1     | Risultato | Squadra 2     |
| ------------- | --------- | ------------- |
| Asiago Vipers | 3 - 2     | Edera Trieste |